# Paolo Costa
Paolo Costa (n. 23 iulie 1943, Veneția, Italia) este un om politic italian, membru al Parlamentului European în perioada 1999-2004 din partea Italiei.